# Сергей Слонимски
Сергей Михайлович Слонимски (на руски: Серге́й Миха́йлович Слони́мский) е руски композитор, пианист и музиколог, кандидат по изкуствознание, професор по специална композиция и импровизации, заслужил деец на културата, народен артист на РСФСР.

## Детство и младост
Сергей Михайлович Слонимски е роден на 12 август 1932 г. в Ленинград, в семейство, което се занимава с наука, литература и изкуство. Баща му е известният писател Михаил Слонимски, активен член на литературния кръг „Серапионови братя“, който значително влияе на облика на литературния Ленинград през 1920-те години.Майка му е Ида Исааковна Каплан-Ингел. Чичо му, Николай Леонидович Слонимски е възпитаник на Санктпетербургска консерватория, авторитетен американски музиколог, диригент и композитор. Братовчедът на баща му Анатолий Слонимски е полски поет, драматург, литературен критик и политически дисидент.
Сергей започва да композира още на петгодишна възраст, преди първите си уроци в музикалното училище. Музикалното му образование започва през предвоенните години в Ленинград, продължава по време на войната в Перм и в Москва. На 11-годишна възраст започва да учи композиция като частен ученик при Висарион Шебалин.
През лятото на 1941 г. е евакуиран в град Перм, където продължава средното си образование в музикалното училище там. През есента на 1943 г., заедно с родителите си, се премества в Москва, където постъпва в Музикалното училище към Московската консерватория в класа по композиция на Висарион Шебалин и пиано при Ана Артоболевская. В периода 1945 – 1950 г. учи в Музикалното училище към Ленинградската държавна консерватория – пиано при Самарий Савшински и композиция при Борис Арапов, Юрий Балашкин и Сергей Волфензон. Тогава композира първата си музикална пиеса „Песен за Лисицата, Заека и Вълка“ по приказката „Малката Червена шапчица "от Евгений Шварц. Като ученик написва редица творби, включително „Ангел“ по стихове на Михаил Лермонтов (1942), сюитата за оркестър „Принцесата жаба“ и соната за цигулка и пиано. Творческият образ на бъдещия композитор до голяма степен се определят от склонността му към импровизации, любовта към музикалния театър и страстта към музиката на Сергей Прокофиев, Дмитрий Шостакович и Модест Мусоргски, проявени още в детските години.
През 1950 г. постъпва като студент в Ленинградската консерватория, където учи пиано при Владимир Нилсен и композиция при Орест Евлахов. Завършва я през 1956 г., а след две години защитава и аспирантура под ръководството на Тигран Тер-Мартиросян. Дипломната му работа по композиция е оперна сцена по романа „Северна Аврора“ на Николай Никитин и Концерт за цигулка и оркестър, изнесен в Ленинградската филхармония със солист Дина Шнайдерман и диригент Николай Рабинович.
Сергей Слонимски е женен за Раиса Николаевна Слонимская, музиковед, доктор по педагогически науки, кандидат по изкуствознание, професор в Санктпетербургския държавен институт за култура. Имат две деца – син и дъщеря.
Сред произведенията му от 1950-те години са девет прелюдии за пиано (1950), хоровите песни за акапелно изпълнение „Руска земя“, „Жътва“, „Песен за пролетта“ (1951), Сонетът по Шекспир за глас, флейта и пиано (1951), Струнен квартет (1952), „Хор на младогвардейците“ за смесен хор и симфоничен оркестър (1952), Концерт за цигулка и оркестър (1954), Две пиеси за виола и пиано (1956), романсите „Внимая ужасам войны“ по текст на Николай Некрасов, „Май“ по текст на Сергей Островой, „Дай ми ръката си, приятелю“ по текст на А. Филипова (1951), „Последният облак“ и „Елегия“ за глас и пиано по текстове на Александър Пушкин (1952), песните „Марш на студентите“, „Песен за мира“, „Старите приятели“, „Песничка за будилниците“, „Моминска лирика“, „Песен за любовта“, „Песен за комсомолските бригади“ и други.
През юли 1957 г., като част от ленинградската делегация, той участва в работата по музикалното оформление на откриването на VI Световен младежки фестивал в Москва. През същата година се състои премиерата на първата му симфонична творба – „Карнавална увертюра“. През март 1958 г. участва в съвместна конференция на студентски научни дружества от консерваториите на Прибалтийските държави, Беларус и Ленинград в Рига, където прави презентация за симфониите на Прокофиев.

## Зрялост
От 1959 г. работи като учител, след това преподава музикални теоретични дисциплини в Ленинградската консерватория, а от 1967 г. – композиция. През 1976 получава титлата професор по композиция към същата консерватория. Участва в 6 фолклорни експедиции и събира руски народни песни.  През 1963 г. защитава дисертацията си за кандидат по история на изкуството на тема „Характеристиките на симфонизма на Сергей Прокофиев и тематиката на първите части на неговите симфонии“. На следващата година, въз основа на материалите от дисертацията си, публикува книга за симфониите на Прокофиев.
От 1960-те години насам Слонимски изнася публични лекции по съвременна музика в Киевската (1965, 1967), Новосибирската (1967) и Самарската (1998) консерватории и в Санкт Петербургския държавен университет за култура и изкуство (2000). През 1999 – 2000 г. в консерваторията в Самара изнася поредица от лекции за сонатите за пиано на тема „От Скарлати до Прокофиев“, „За руската опера“, „За руските романси“. През 2017 г. в Московската консерватория изнася реч „За взаимодействието между московските и санктпетербургските композиторски училища“.
Слонимски пътува много извън страната. Участва в международните фестивали „Варшавска есен“ (1962, 1969), където са изпълнени неговите „Полски строфи“ и „Концерт-буфо“. Като гостуващ автор в София изпълнява пиано-версия на „Хореографски миниатюри“ (1968). Присъства на премиерите на балета „Икар“ в Бърно (1983), на операта „Мария Стюарт“ в Лайпциг (1984) и Алма-Ата (1985), на симфоничната поема „Аполон и Марсий“ в Торино (1993), на операта „Майсторът и Маргарита" на Световното изложение през 2000 в Хановер и други.
През 1972 г., в деня на премиерата на операта на Слонимски „Майсторът и Маргарита“, по едноименния роман на Михаил Булгаков, от Ленинградския регионален партиен комитет се получава разпореждане представлението да бъде без публика, тъй като е получено съобщение, че операта е противосъветска. В залата на Ленинградския дом на композиторите, само след полицейска паспортна проверка на входа, са допуснати диригентът Генадий Рождественски, певците от Мариинския театър и музикантите от Ленинградската филхармония. Хората от регионалния комитет влизат на концерта, маскирани като хористи. Веднага след представлението Рождественски съветва всички да се съберат рано сутринта на другия ден, за да направят запис. Точно в десет часа преди обяд от регионалния комитет се обаждат и съобщават, че операта е забранена. Сломински веднага препраща току-що направения запис в Москва, където приятелите му го копират. Но самата опера е забранена в продължение на 17 години и не може да бъде изпълнена пред публика.
През 1987 г. Слонимски получава званието Народен артист на Русия. Лауреат е на две държавни награди (1983, 2002), получава Наградата на Правителството на Санкт Петербург (1996), Международна награда „Балтийска звезда“ (2009), кавалер е на ордена „За заслуги пред Отечеството“ ӀV степен, носител е на Орден за заслуги към Република Полша.
През 1992 г. 60-годишнината му е отпразнувана с изпълнение на Десетата му симфония „Кръговете на ада“. Посвещението на автора към симфонията е „На всички живи и умиращи в Русия“. През май 2010 г. Слонимски е единственият гост-композитор на Източноевропейския музикален фестивал в Ню Йорк.
Участва в поредицата радиопрограми като „Руски албум. Страници за руската музика. Забравени страници“ (1994 – 1997) за творчеството на Милий Балакирев, Орест Евлахов, Дмитрий Кабалевски, Борис Клюзнер, Люциан Пригожин, Венедикт Пушков, Висарион Шебалин. Взима участие в предаването „Петербургски клуб: културата на Петербург“ (2001 – 2004), където говори за творбите на Фьодор Достоевски, Модест Мусоргски, Александър Пушкин, Игор Стравински.
През 2004 г., по случай 60-годишнината от Победата, Слонимски пише своята Симфония № 12, която посвещава на Академичния симфоничен оркестър на Санкт Петербургската филхармония, който изпълнява Симфония № 7 на Шостакович в тежките времена на обсадата на Ленинград.
През 2013 г. основава „Фондация за класическа и съвременна музика“. Целта е да се пропагандира музиката на големите руски композитори и музикални педагози от ХХ век и да се подкрепят млади участници в конкурса „Свирим Слонимски“. Инициира създаването в Санкт Петербург на паметник на Мусоргски.
Слонимски е не само композитор и пианист. Той е брилянтен, артистичен импровизатор и сериозен музиколог. Автор е на книгата „Симфониите на С. Прокофиев“ и статии за Роберт Шуман, Густав Малер, Игор Стравински, Дмитрий Шостакович, Модест Мусоргски, Николай Римски-Корсаков, Милий Балакирев и други.
През 2014 г. Слонимски е диагностициран с два вида рак – на бъбреците и на простатата. През 2020 г. се подлага на операция, която минава успешно, но след това получава усложнения и на 9 февруари 2020 г. умира в Санкт Петербург. Панихидата и погребението се състоят на 14 февруари, а опелото се провежда в Николския морски събор в града. Сергей Слонимски е погребан в петербургското Комаровско гробище.

## Творчество
Сломинин е един от малкото съвременни композитори, за които неизменно се смята, че продължават традициите на Модест Мусоргски и Сергей Прокофиев. За него обаче е характерно и обратното – ярка индивидуалност на музиката, нейната разпознаваемост и лесното ѝ запомняне. Той е успешен в много области на класическата музика – в музикалния театър, симфоничните си произведения и камерни жанрове – от вокални цикли до сонати и инструментални ансамбли. През живота си Сергей Слонимски написва над 200 творби, а музиката му се изпълнява многократно в Русия и зад граница. Записва и издава много компактдискове в страната и в чужбина. Композиторът успешно и достоверно твори в музикални стилове от различни времена и народи, независимо дали става дума за руското село от дореволюционно време в операта „Виринея“ (1967) или за стара Шотландия в операта „Мария Стюарт“ (1980). Същото свойство на автентичност се крие и в неговите „антични“ композиции – балетът „Икар“ (1971), вокалните пиеси „Песен на песните“ по едноименния текст в 17-ата книга на Танаха (1975), „Прощаване с приятел в пустинята“ (1966), „Монолози“ (1967) и операта „Майсторът и Маргарита“ (1972).
Сломинин твори в най-различни жанрове и стилове. През 1959 г., по народни текстове, пише кантатата „Песни вольницы“, където трансформацията на руския фолклор го прави един от вдъхновителите на „новата фолклорна вълна“. След нея се появява Соната за соло цигулка, написана с най-съвременни музикални изразни средства и сложност. След камерната опера „Майсторът и Маргарита“ се появява Концертът за три електрически китари, солови инструменти и симфоничен оркестър (1973) – оригинален синтез на два жанра – рок и симфоничен.
Автор е и на оперите „Хамлет“ (1991), „Цар Иксион“ (1995), „Виденията на Иван Грозни“ (1995 ), „Крал Лир“ (2001), „Антигона“ (2008). Пише балетите „Икар“ (Болшой театър, 1971), „Принцеса Пирлипат“ (2001) и „Вълшебният орех“ (либрето и постановка на М. Шемякин, Мариински театър, 2005). Създава 34 симфонии, реквиеми, кантатата „Глас от хора“ по стихове на Александър Блок, 11 концерта за различни инструменти с оркестър, сонати за пиано, две сонати за цигулка и виолончело, „Карнавална увертюра“, ораторията „Часът на мъжеството“ за мецосопран, смесен хор и симфоничен оркестър по стихове на Ана Ахматова, трио, струнният квартет „Антифони“, квинтети, 24 прелюдии, фуги и романси. Пише песни по стихове на Ана Ахматова, Осип Менделщам, Марина Цветаева, Александър Кушнер, Евгений Рейн, Йосиф Бродски, Бела Ахмадулина, Владимир Соловьов и други поети. Създава музиката към филмите „Република Шкид“, „Интервенция“, „Пред съда на историята“, „Моят живот“, хорове, пиеси за пиано за деца и младежи и много други творби.

## Някои произведения

### Опери[1][2][8]
- 1967 – „Виринея“ – по повестта на Лидия Сейфулина
- 1972 – „Майсторът и Маргарита“, по Михаил Булгаков
- 1982 – „Мария Стюарт“, по либрето на Яков Городин
- 1991 – „Хамлет“, по трагедията на Шекспир
- 1995 – „Цар Иксион“, по античния мит и трагедията на Инокентий Аненски
- 1995 – „Виденията на Иван Грозни“, по либрето на Яков Городин
- 2001 – „Крал Лир“, по трагедията на Шекспир
- 2008 – „Антигона“, по трагедията на Софокъл

### Балети[1][2][5]
- 1971 – „Икар“
- 2001 – „Принцеса Пирлипат, или наказаното благородство“
- 2005 – „Вълшебният орех“, по „Приказка за здравия орех“ на Ернст Хофман

### Съчинения за оркестър[5]
- Тридесет и четири симфонии
- 1957 – „Карнавална увертюра“
- 1957 – Сюита „Хумористични картини“ за малък симфоничен оркестър
- 1958 – Концертна сюита за цигулка и оркестър
- 1964 – Концерт-буфо „Хореографски миниатюри“ за камерен оркестър
- 1973 – Концерт за оркестър, три електрически китари и солови инструменти
- 1973 – „Драматична песен“
- 1975 – „Празнична музика“ за балалайка, лъжици и оркестър
- 1975 – Симфоничен мотет
- 1981 – „Тиха музика“
- 1983 – „Пролетен концерт“ за цигулка и оркестър
- 1987 – Концерт за обой и камерен оркестър
- 1988 – „Славянски концерт“ за орган и струнни инструменти
- 1994 – „Петербургски видения“
- 1996 – Симфониета
- 1997 – „Еврейска рапсодия“ (Концерт № 1 за пиано и оркестър)
- 2004 – Реквием за солисти, хор и оркестър

### Вокални съчинения[5]
- 1959 – Кантата „Песни вольницы“ за мецосопран и баритон, по руските народни лирични и разбойнически песни
- 1963 – Кантата „Глас от хора“ за солисти, хор, орган и камерен оркестър, по стихове на Блок
- 1975 – Кантата „Песен на песните“ по библейски текстове
- Кантата „Един ден от живота“

### Камерни произведения[5]
- 1959 – Вокална сюита „Пролетта дойде“ за глас и пиано, по стихове на японски поети
- 1959 – Сюита за виола и пиано в 4 части
- 1960 – Соната за соло цигулка
- 1961 – Пасторал и токата за орган
- 1961 – „Хроматична флейта“ за соло флейта
- 1963 – Вокален цикъл „Полски строфи“ за мецосопран и флейта, по стихове на Антоний Слонимски
- 1964 – „Диалози“ за флейта, обой, кларинет, фагот и рог
- 1964 – три пиеси за соло на виолончело
- 1964 – „Руска токата за арфа“
- 1964 – вокален цикъл „Лирически строфи“ за глас и пиано по стихове на Евгений Рейн
- Соната за цигулка и пиано
- Соната за виолончело и пиано
- „Трите грации“ за виола и пиано
- Соната Антифони за струнен квартет
- Квинтет за две цигулки, виола, виолончело и пиано

### Творби за пиано[5]
- 1962 – Соната за пиано
- 1980 – Интермецо в памет на Йоханес Брамс
- 1994 – 24 прелюдии и фуги

### Музика към филми[10]
- 1962 – „Вера Фьодоровна Комисаржевская“ – документален
- 1962 – „Как да възпиташ егоист“ – късометражен
- 1965 – „Пред съда на историята“ – документален
- 1966 – „Република ШКИД“
- 1967 – „Тайнствена стена“
- 1968 – „Интервенция“
- 1972 – „Моят живот“
- 1972 – „Ревизор“ – филм-спектакъл
- 1973 – „За тези, които помня и обичам“
- 1975 – „Иван и Коломбина“
- 1975 – „Любовта ще остане“ – филм-спектакъл
- 1989 – „Валерий Золотухин. В свободното време“ – късометражен
- 2010 – „Семейният дом“

## Преподавателска дейност
Пътят на Сломински като преподавател в Ленинградската консерватория протича първо като почасов учител (1956), след това учител (1958), преподавател (1964), доцент по хармония и анализ на музикалните форми към Катедрата по теория на музиката (1967 – 1969), доцент по анализ на хармоничните стилове във Факултета по дирижиране и хор, където създава собствена методическа разработка (1967 – 1971), професор (1974), професор по композиция (1976 – 2008) и завършва като професор по специална композиция и импровизации (2008 – 2020).
Като преподавател обучава много руски и чуждестранни студенти. Като професор в Ленинградската консерватория създава цяла музикално-педагогическа школа. Сред неговите ученици са повече от 30 членове на Съюза на композиторите, включително музиколози. Част от най-известните му ученици са Александър Колкер, Анатолий Затин (Мексико), Елена Иготи, Владимир Кобекин, София Левковская, Владислава Малаховская, Александър Радвилович, Владимир Сапожников, МехдиХосейни, Ирина Василиева, Антон Танонов, Мехди Хосейни (Иран) и много други.
Автор на ръководствата „Практическа хармония“ – учебник за студенти от музикални консерватории (2006), „За композиторския занаят“ – наръчник за композитори и преподаватели в университети, музикални колежи и музикални училища (2006), „Творческият облик на Лист, поглед от 21-ви век“ (2010), „За иновациите на Шопен“ – за 200-годишнината от раждането му, „Бележки за композиторските школи в Санкт Петербург от XX век“ – за 150-годишнината на Санктпетербургската консерватория (2012), „Мелодика“ – основи на учебния и практически курс за студенти от консерватории и музикални училища (2018), „Парадокси в съвременната музика и съвременния живот“ (2017). Освен на „Симфониите на Сергей Прокофиев“, той е автор и на книгите „Бурлески, елегии, дитирамби“ и „Свободен дисонанс“.

## Членство в организации[5]
- 1956 – Член на Музикалния фонд
- 1957 – Член на Ленинградския клон на Съюза на съветските композитори
- 1993 – Член на Руската академия на образованието
- 2000 – Член на Световния клуб на петербургци
- 2001 – 2004 – Почетен председател на Санкт Петербургското музикално и образователно дружество „Фредерик Шопен“
- 2004 – Първи председател на Експертния съвет на правителствената награда на Санкт Петербург „Млади таланти“
- 2012 – Гранд доктор по музикознание и композиция на Международния университет по фундаментални изследвания
- 2018 – Председател на журито за наградата Avanti на Руския съюз на композиторите

## Награди[3][5][8]
- 1957 – Медал „В чест на 250-годишнината на Ленинград“
- 1978 – Заслужил деец на изкуството на РСФСР
- 1983 – Държавна награда на РСФСР „Михаил Глинка“ за операта „Мария Стюарт“
- 1987 – Народен артист на РСФСР
- 1996 – Награда на правителството на Санкт Петербург
- 2001 – Държавна награда на РСФСР в областта на литературата и изкуството – за симфоничната поема „Петербургски видения“, Концерт за пиано „Еврейска рапсодия“, Симфониета, Концерт за виолончело и оркестър
- 2002 – Царскоселска художествена награда – за претворяване на руската история в музикални произведения.
- 2003 – Медал „В чест на 300-годишнината на Санкт Петербург“
- 2003 – Командорски кръст на Ордена за заслуги (Полша)
- 2008 – Орден за заслуги към Отечеството, IV степен – за принос в развитието на родното музикално изкуство и дългогодишна плодотворна научна и педагогическа дейност
- Орден за заслуги пред Република Полша
- 2009 – Международна награда „Балтийска звезда“ – за развитие и укрепване на връзките между страните от Балтийския регион
- 2010 – Награда „Шостакович“
- 2011 – Златен медал „За заслуги в културата Gloria Artis“ на Миинстерството на културата на Полша – за постижения в областта на културата и дълга творческа дейност
- 2012 – Медал на Министерството на културата на Чеченската република „За високи постижения“
- 2015 – Награда „Чайковски“
- 2015 – Награда на правителството на Санкт Петербург – за постижения в областта на композиторското изкуство и създаването на ораторията „Часът на мъжеството“
- 2017 – Руската награда „Лудвиг Нобел“
- 2017 – Почетен „Орден на честта“ за голям принос в развитието на националната култура и изкуство, медиите и дългогодишната плодотворна дейност

## Памет
- От началото на 2000-те години в Санкт Петербург се провеждат фестивалите „Музиката на Слонимски“ (2001) и „Имената на Петербург. Сергей Слонимски „(2006).[5]
- От 2001 г. се провежда открит детски конкурс за пиано „Малкият пианист-композитор“ („Свирим Слонимски“), чийто организатор и президент е съпругата му Раиса Слонимская.[5]
- През 2017 г. е организиран „Международен център за съвременна класическа музика „С. М. Слонимски““, който работи в сътрудничество с иранския център „Re musik“, ръководен от Мехди Хосейни, композитор и ученик на Слонимски. В неговите рамки се провежда „Конкурс за композитори „Слонимски““ с участието на международно жури.[5]
- Издадени са три книги за композитора – „Композиторът Сергей Слонимски. Портрет на петербургчанина“ от Татяна Зайцева, „Събеседникът Сергей Слонимски“ под редакцията на Елена Долинская и „Музикалната галактика на Сергей Слонимски“ от Елена Долинская.[2]